# WrestleMania VII
WrestleMania VII – siódma edycja gali pay-per-view z cyklu WrestleMania, która została wyprodukowana przez World Wrestling Federation. Miała miejsce 24 marca 1991 w Los Angeles Memorial Sports Arena w Los Angeles w Kalifornii.
W walce wieczoru Hulk Hogan pokonał Sgt. Slaughtera o WWF World Heavyweight Championship jako część kontrowersyjnego storyline'u, w którym Sgt. Slaughter miał gimmick sympatyzatora Iraku podczas Wojny w Zatoce Perskiej. Kolejnym ważnym momentem gali był debiut The Undertakera na WrestleManii i rozpoczęcie jego niepokonanego rekordu wygranych na WrestleManiach (do 2014, kiedy na WrestleManii XXX został sensacyjnie pokonany przez Brocka Lesnara). Na gali odbył się również retirement match pomiędzy "Macho Kingiem" Randym Savage'em i The Ultimate Warriorem, prowadzący do odbudowania miłości pomiędzy Savage'em i Miss Elizabeth, a także odbyła się ostatnia walka oryginalnego The Hart Foundation, po której Bret Hart skupił się na solowej karierze.

## Produkcja
WrestleMania VII oryginalnie miała się odbyć w Los Angeles Memorial Coliseum, lecz WWF ostatecznie zdecydowało, by galę przesunąć do sąsiadującego Los Angeles Memorial Sports Arena. WWF oznajmiło, że ta druga arena posiadała lepsze środki ochronne z obawy niebezpieczeństwa wobec gimmicku Sgt. Slaughtera jako sympatyka Iraku. Słaba sprzedaż biletów spowodowała niemały problem dla WWF, które przygotowało ponad 100 000 miejsc dla fanów. Na gali ostatecznie pojawiło się 16 158 fanów.
Mottem gali było "Superstars and Stripes Forever", co odnosiło się do Amerykańskiego patriotyzmu podczas Wojny w Zatoce Perskiej. Na arenie wywieszono Amerykańskie flagi, zaś ring i jego liny były przyozdobione czerwonymi, białymi i niebieskimi kolorami, co było podstawą do walki wieczoru pomiędzy Hulkiem Hoganem i Sgt. Slaughterem o WWF World Heavyweight Championship. Plakat promocyjny galę ilustrował Joe Jusko. Motywem muzycznym gali było "Worldwide Spectacle", który został wykonany przez kompozytora WWF, Jima Johnsona.
Była to pierwsza WrestleMania, której nie komentował Jesse Ventura. Gorilla Monsoon był gospodarzem gali i komentował ją z Bobbym "The Brain" Heenanem. Kiedy Heenan poszedł towarzyszyć wokół ringu Mr. Perfectowi podczas jego obrony Intercontinental Championship, do Monsoona dołączyli Jim Duggan i "Lord" Alfred Hayes. Dodatkowo, Regis Philbin pomógł w komentowaniu walki wieczoru, zaś Alex Trebek serwował jako gościnny konferansjer.
Willie Nelson zaśpiewał "America the Beautiful" przed rozpoczęciem gali. W publiczności pojawili się również Philbin, Trebek, Marla Maples (przeprowadzająca wywiad na backstage'u), George Steinbrenner, Paul Maguire, Macaulay Culkin, Donald Trump, Lou Ferrigno, Chuck Norris i Henry Winkler.

## Przygotowania
Dwoma głównymi feudami zmierzającymi na WrestleManię były Hulk Hogan kontra WWF World Heavyweight Champion Sgt. Slaughter oraz The Ultimate Warrior i "Macho King" Randy Savage.
Warrior pokonał Hogana o WWF World Heavyweight Championship rok wstecz na WrestleManii VI i otworzył 1991 wciąż jako mistrz. W międzyczasie, Sgt. Slaughter powrócił do WWF pod koniec 1990 po pobycie pięć lat w federacji American Wrestling Assiociation. Kiedy powrócił, Slaughter ogłosił, że odwraca się od swojego narodu i stał się sympatykiem Iraku i jego dyktatora Saddama Husseina. Postanowił zacząć współpracować z "liderem żołnierzy Iraku" Generalem Andanem, który stał się jego doradcą prawnym (Adnan, tak jak Slaughter, również dołączył do WWF z AWA). Storyline zbiegł się z aktualnymi wydarzeniami na świecie, gdy Stany Zjednoczone dołączyły się do konfliktu biorąc udział w Operacji "Piaskowa Burza". Slaughter wszedł w rywalizację z Warriorem, gdzie obaj zgodzili się na walkę ze sobą na Royal Rumble w styczniu 1991.
W międzyczasie, Savage próbował odzyskać WWF World Heavyweight Championship, który stracił na WrestleManii V na rzecz Hogana, i wyzwał go do walki o tytuł. Warrior wciąż się na to nie zgadzał, więc Savage zdecydował się na zemstę i podczas walki Warriora ze Slaughterem, Savage i jego menadżerka Queen Sherri przyszli na okolice ringu i zainteweniowali w pojedynku. Warrior złapał Sherri i wykonał nią Slam na Savage'a. Slaughter wykorzystał chwilę nieuwagi i popchnął na środkową linę, gdzie Savage uderzył Warriora swoim królewskim berłem, podczas gdy Slaughter zajmował sędziego. Po chwili, pretendent dodał od siebie elbow drop i przypiął mistrza, stając się nowym mistrzem. Kiedy Warrior się ocknął, natychmiastowo wstał i ruszył w pogoni za Savage'em. Niedługo potem wyzwał go do retirement matchu na WrestleManii, co Savage zaakceptował.
Hogan, nie mając do tej pory nic wspólnego z głównym storylinem, wziął udział w Royal Rumble matchu i wygrał go po raz drugi z rzędu, eliminując starego rywala Earthquake'a jako ostatniego, po czym poszedł na backstage i odbył wywiad z Genem Okerlundem. Podczas niego, Okerlund powiedział, że Slaughter i Adnan celebrowali swoje zwycięstwo niszcząc Amerykańską flagę. Hogan wtedy obiecał, że zemści się za ten czyn i odbierze tytuł od Slaughtera jak najszybciej, stając się 1. pretendentem do WWF World Heavyweight Championship, o którego nie walczył od czasu utracenia go na WrestleManii VI.

## Gala
Na gali odbyła się pierwsza walka The Undertakera w historii WrestleManii, gdzie pokonał Jimmy'ego Snukę, zdobywając pierwsze zwycięstwo.
Podczas walki pomiędzy Savage'em i Warriorem, w publice pojawiła się Miss Elizabeth, na którą co chwilę spoglądały kamery. Pomimo wymierzenia pięciu Savage Elbow Dropów, Warrior wygrał walkę po wykonaniu trzech jumping shoulder blocków i zmusił Savage'a do przejścia na emeryturę. Po walce, Sherri weszła do ringu i zaatakowała Savage'a, lecz do kwadratowego pierścienia wkroczyła Elizabeth i obroniła Savage'a przed byłą królową WWF. Zaszokowany tym, co Elizabeth zrobiła, Savage ponownie zjednoczył się z byłą menadżerką, przechodząc faceturn i stając się ponownie bohaterem w oczach fanów.

## Wydarzenia po gali
Kiedy Hogan miał przeprowadzany wywiad po zwycięstwie nad Sgt. Slaughterem, ten zaś zaatakował nowego mistrza rzucając kulę ognia w jego twarz. Hogan szybko wyzdrowiał i bronił tytułu przeciwko Slaughterowi, głównie w "Desert Storm" (no-disqualification) matchach, jak i również przeciwko wracającemu Iron Sheikowi, który tym razem występował pod pseudonimem Colonel Mustafa. Hogan i Ultimate Warrior pokonali Slaughtera, Mustafę i ich menadżera Generala Adnana w two-on-three handicap matchu na SummerSlam 1991.
Savage powrócił do programów WWF w roli komentatora na głównej tygodniówce WWF, Superstars. Pomimo bycia ulubieńcem publiczności, Savage czasem faworyzował heelów podczas ich walk. W międzyczasie, storyline pomiędzy nim i Miss Elizabeth był kontynuowany, kulminując w ich ślub na SummerSlam określiny The Match Made in Heaven (wesele było nieprawdzine, gdyż Savage i Elizabeth byli już wcześniej poślubieni).
Virgin i Ted DiBiase rywalizowali ze sobą do listopada 1991, w tym spotykając się ze sobą w walce na SummerSlam, podczas której DiBiase stracił swój Million Dollar Championship na rzecz Virgila. Po tym jak DiBiase odzyskał tytuł w listopadzie z pomocą The Repo Mana (znanego wcześniej jako Smash z Demolition), ich rywalizacja zakończyła się na This Tuesday in Texas, gdzie DiBiase i Repo Man pokonali Virgila i Tito Santanę w tag team matchu.
Po WrestleManii VII, The Hart Foundation zostało rozwiązane. Bret Hart i Jim Neidhart skupili się na solowych karierach. Bret odniósł większe sukcesy, wpierw pokonując Mr. Perfecta i zdobywając Intercontinental Championship na SummerSlam, a później w 1992 zdobywając WWF World Heavyweight Championship po pokonaniu Rica Flaira w domu ojca w Saskatoon w Kanadzie. Pod koniec 1991, Neidhart utworzył tag team nazwany "The New Foundation" z młodszym bratem Breta, Owenem.

## Wyniki walk
| Nr                                                                                    | Wyniki | Stypulacje                                        | Czas  |
| ------------------------------------------------------------------------------------- | --- | ------------------------------------------------- | ----- |
| 1D                                                                                    | Koko B. Ware pokonał The Brooklyn Brawlera                                                                                 | Singles match                                     | −     |
| 2                                                                                     | The Rockers (Shawn Michaels i Marty Jannetty) pokonali The Faces of Fear (The Barbariana i Haku) (w/ Bobby Heenan)         | Tag team match                                    | 10:41 |
| 3                                                                                     | The Texas Tornado pokonał Dino Bravo (w/ Jimmy Hart)                                                                       | Singles match                                     | 03:11 |
| 4                                                                                     | The British Bulldog pokonał The Warlorda (w/ Slick)                                                                        | Singles match                                     | 08:15 |
| 5                                                                                     | The Nasty Boys (Brian Knobbs i Jerry Sags) (w/ Jimmy Hart) pokonali The Hart Foundation (Breta Harta i Jima Neidharta) (c) | Tag team match o WWF Tag Team Championship        | 12:10 |
| 6                                                                                     | Jake Roberts pokonał Ricka Martela                                                                                         | Blindfold match                                   | 08:34 |
| 7                                                                                     | The Undertaker (w/ Paul Bearer) pokonał Jimmy'ego Snukę                                                                    | Singles match                                     | 04:20 |
| 8                                                                                     | The Ultimate Warrior pokonał Macho Kinga Randy'ego Savage'a (w/ Queen Sherri)                                              | Retirement match                                  | 20:47 |
| 9                                                                                     | Genichiro Tenryu i Kōji Kitao pokonali Demolition (Smasha i Crusha) (w/ Mr. Fuji)                                          | Tag team match                                    | 04:44 |
| 10                                                                                    | Big Boss Man pokonał Mr. Perfecta (c) (w/ Bobby Heenan) przez dyskwalifikację                                              | Singles match o WWF Intercontinental Championship | 10:47 |
| 11                                                                                    | Earthquake (w/ Jimmy Hart) pokonał Grega Valentine'a                                                                       | Singles match                                     | 03:14 |
| 12                                                                                    | The Legion of Doom (Hawk i Animal) pokonali Power and Glory (Herculesa i Paula Romę) (w/ Slick)                            | Tag team match                                    | 00:59 |
| 13                                                                                    | Virgil (w/ Roddy Piper) pokonał Teda DiBiasego przez odliczenie                                                            | Singles match                                     | 07:41 |
| 14                                                                                    | The Mountie (w/ Jimmy Hart) pokonał Tito Santanę                                                                           | Singles match                                     | 01:21 |
| 15                                                                                    | Hulk Hogan pokonał Sgt. Slaughtera (c) (w/ General Adnan)                                                                  | Singles match o WWF Championship                  | 20:26 |
| (c) – mistrz/mistrzyni przed walkąD – walka była dark matchem (nietransmitowana w TV) | |                                                   |       |